# Llewellyn Heycock, Baron Heycock
Llewellyn Heycock, Baron Heycock CBE (* 12. August 1905 in Taibach, Port Talbot; † 14. Juli 1990 in Neath) war ein britischer Politiker der Labour Party, der 1967 als Life Peer aufgrund des Life Peerages Act 1958 Mitglied des House of Lords wurde.

## Leben

### Herkunft, berufliche Laufbahn und Engagement in der Kommunalpolitik
Heycock, dessen Vater in den Werften von Port Talbot arbeitete, verließ als ältester von sechs Söhnen 1919 im Alter von vierzehn Jahren die Eastern School und trug als Zugreiniger bei der Dyffryn Yard Loco Shed zum Familienunterhalt bei, ehe er als Lokführer bei der Gloucestershire Warwickshire Railway (GWR) während seiner gesamten beruflichen Laufbahn Züge von Südwales nach Paddington fuhr.
Neben seiner beruflichen Tätigkeit engagierte er sich in der örtlichen Pfarrei sowie politisch in der Nationalen Eisenbahnergewerkschaft NUR (National Union of Railwaymen) und der örtlichen Bewegung der Labour Party. Während dieser Zeit unterstützte er Ramsay MacDonald, der bei den Unterhauswahlen vom 15. November 1922 im Wahlkreis Aberavon gegen liberalen Abgeordneten John Edwards gewann und damit wieder als Mitglied in das House of Commons einzog. 1926 nahm er an führender Position an dem von der Kommunistischen Partei organisierten Generalstreik teil, beendete die Kontakte zur Kommunistischen Partei aber wieder, als er unter den Einfluss der Labour-Politiker Aneurin Bevan und James Griffiths kam.
1937 wurde Heycock für die Labour Party erstmals zum Mitglied des Grafschaftsrates (County Council) von Glamorgan gewählt, und vertrat in diesem bis 1977 ununterbrochen den Wahlbezirk Taibach. Während dieser Zeit war er 1944 bis 1974 auch Vorsitzender des Bildungsausschusses des Grafschaftsrates. Aufgrund der dort erworbenen Kenntnisse wurde er 1949 auch Mitglied des Vereinigten Bildungsausschusses von Wales und war zugleich elf Jahre bis 1960 dessen Vorsitzender. Gleichzeitig wurde er 1949 Mitglied des von Premierminister Clement Attlee begründeten Council for Wales and Monmouthshire, ein Gremium zur Beratung der britischen Regierung in walisischen Angelegenheiten, und 1959 als Mitglied dieses Rates wiederbestellt.

### Erfolglose Bewerbung für eine Unterhaus-Nominierung und Oberhausmitglied
Ende der 1950er bewarb er sich für die Nachfolge von William Cove, dem Labour-Abgeordneten des Wahlkreises Aberavon im Unterhaus. Dabei erhielt er die Unterstützung der parlamentarischen Organisation der Eisenbahnergewerkschaft NUR und bei der offiziellen Aufstellung 1957 39 Nominierungen, während sein parteiinterner Gegner, der Barrister John Morris, nur drei Nominierungen bekam. Allerdings fiel auf Morris die Nominierung der Stahlarbeitergewerkschaft, dem Rückgrat der Wirtschaft von Port Talbot. In der endgültigen Nominierungsversammlung wurde Morris zur Enttäuschung Heycocks schließlich zum Kandidaten der Labour Party bei den Unterhauswahlen am 8. Oktober 1959 aufgestellt. Trotz einer breiten Unterstützung innerhalb und außerhalb der Labour Party verzichtete er bei dieser Unterhauswahl auf eine Kandidatur als Parteiloser und konzentrierte sich auf seine Aktivitäten in der Kommunalpolitik.
In der Bildungspolitik setzte sich Heycock, der 1959 zum Commander des Order of the British Empire ernannt wurde, insbesondere für einen bilingualen Unterricht in Englisch und Walisisch in den Grund- und Sekundarschulen sowie für die Erwachsenenbildungseinrichtung Coleg Harlech ein, deren Präsident er 30 Jahre war. Dabei nutzte er auch seine Beziehungen zu verschiedenen Einrichtungen der University of Wales, die ihm 1963 einen Ehrendoktor der Rechtswissenschaften verlieh. 1964 engagierte er sich maßgeblich für den Erhalt der Einheit der Universität. Er war ferner zwischen 1962 und 1963 als erster Mandatsträger aus Port Talbot Vorsitzender des Grafschaftsrates von Glamorgan.
Heycock wurde durch ein Letters Patent vom 10. Juli 1967 als Life Peer mit dem Titel Baron Heycock, of Taibach in the Borough of Port Ellen, Mitglied des House of Lords, dem er bis zu seinem Tod mehr als 23 Jahre angehörte. 1967 wurde er darüber hinaus Commander des Order of Saint John.
1974 trat er vergeblich gegen die kommunale Neugliederung ein. Glamorgan County wurde in West Glamorgan (einschließlich Swansea), Mid Glamorgan und South Glamorgan (einschließlich Cardiff) aufgeteilt, wobei Port Talbot zu West Glamorgan gehörte. Zwischen 1974 und 1975 fungierte er als erster Vorsitzender des neuen Grafschaftsrates von West Glamorgan. Nach mehrjähriger Mitgliedschaft der Exekutive wurde er 1976 Vorsitzender des Walisischen Vereinigung der Grafschaftsräte. Beim Devolutionsreferendum in Wales 1979 unterstützte er die Nein-Kampagne der Unterhausabgeordneten Neil Kinnock und Leo Abse.